# Ipomoea costaricensis
Ipomoea costaricensis är en vindeväxtart som beskrevs av Carl Ernst Otto Kuntze. Ipomoea costaricensis ingår i släktet praktvindor, och familjen vindeväxter. Inga underarter finns listade i Catalogue of Life.